# Emerson, Arkansas
Emerson là một thị trấn thuộc quận Columbia, tiểu bang Arkansas, Hoa Kỳ. Năm 2010, dân số của thị trấn này là 368 người.

## Dân số
- Dân số năm 2000: 359 người.
- Dân số năm 2010: 368 người.